# District d'Uda
Le district d'Uda (宇陀郡, Uda-gun) est un district de la préfecture de Nara au Japon.
Au 1er décembre 2014, sa population était de 3 458 habitants pour une superficie de 127,47 km2.

## Communes du district
- Mitsue
- Soni